# 07式122mm自走榴弾砲
07式122mm自走榴弾砲（07しき122ミリじそうりゅうだんほう、PLZ-07自行榴弹炮または07式122毫米自行榴弹炮）は、中華人民共和国で開発された自走榴弾砲。中国人民解放軍にて運用されている。

## 概要
89式122mm自走榴弾砲の後継として開発された。
全体的に角ばった形状をしており、車体後部に全周旋回式の砲塔を有する。装軌式車両であり、車体は04式歩兵戦闘車の改良型とされる。
主武装は旧ソ連のD-30 122mm榴弾砲をベースとした122mm榴弾砲であり、装薬のみ手動の半自動装填方式、発射速度は毎分8発。射撃統制には、デジタルリンクを採用した。
水上航走能力は無く、上陸戦向けには別途、07B式122mm自走榴弾砲が開発されている。

## 派生型
07式 (PZL-07)
基本型。
07B式 (PZL-07B)
05式水陸両用歩兵戦闘車のシャーシをベースに07式の砲塔を載せた水陸両用型。

## 運用
- 中華人民共和国
  - 人民解放軍陸軍: 2021年時点で700両が運用中。07式が550両、07B式が150両[6]。
  - 人民解放軍海軍陸戦隊: 2021年時点で07B式が20両以上運用中[7]。